# فرودگاه گرند کنین وست
فرودگاه گرند کنین وست (به انگلیسی: Grand Canyon West Airport) یک فرودگاه همگانی بهره‌برداری هوایی با کد یاتا GCW است که یک باند فرود آسفالت دارد و طول باند آن ۱۵۴۲ متر است. این فرودگاه در کشور ایالات متحده آمریکا قرار دارد و در ارتفاع ۱۴۷۱ متری از سطح دریا واقع شده‌است.